# 미취안시
미취안(한국어: 미천, 중국어 정체자: 米泉, 병음: Mǐquán)은 신장 위구르 자치구 창지 후이족 자치주의 현급시였다. 신장 위구르 자치구의 북부, 우루무치 시의 북쪽에 자리했다.
2007년 8월, 우루무치 시의 둥산 구와 함께 미둥 구로 합병되었다.